# نظرية الترابط الاجتماعي
نظرية الترابط الاجتماعي تعد جزءًا من النطاق الأوسع لنظريات التبادل الاجتماعي. وتعني نظريات التبادل الاجتماعي بدراسة كيفية تبادل الأفراد للمكاسب والخسائر في إحدى العلاقات. وتأتي نظرية الترابط الاجتماعي لتصبح أكثر تعمقًا حيث توضح كيفية تداخل هذه المكاسب والخسائر مع توقعات الأفراد بشأن العلاقات بين الأشخاص.
وتنشأ هذه النظرية عن فكرة أن الترابط هو المفتاح لجميع العلاقات؛ وأن الأفراد يتواصلون بعضهم مع البعض ليصبحوا أكثر مقربة ومودة. وتقول هذه النظرية بأن هناك مكاسب وخسائر يجنيها الأفراد من أية علاقة وأنهم يحاولون زيادة المكاسب وتقليل الخسائر.

## المنظرون
لقد كان هارولد كيلي وجون ثيبو هما أول من طرحا نظرية الترابط الاجتماعي عام 1959 في كتابهما علم النفس الاجتماعي لمجموعات الأفراد. وتشكلت النظرية في صورتها الكاملة في كتابهما الثاني العلاقات بين الأشخاص: نظرية الترابط الاجتماعي الذي صدر عام 1978.

## المكاسب والخسائر
تشترط نظرية الترابط الاجتماعي تميز العلاقة المثالية بمستويات عالية من المكاسب ومنخفضة من الخسائر. والمكاسب هي «موارد متبادلة تبعث على السرور والمتعة»، بينما تشير الخسائر إلى «موارد متبادلة تنتج عن خسارة أو عقوبة». وتناقش هذه النظرية أنواعًا مختلفة من المكاسب والخسائر، حيث تفرق بين أربعة أنواع مختلفة منها. وهذه الأنواع هي كما يلي: انفعالي واجتماعي وعملي وفرص.

### انفعالي
تتمثل المكاسب والخسائر الانفعالية في المشاعر الإيجابية والسلبية، على التوالي، التي يختبرها المرء في العلاقات. وتتعلق هذه الأنواع من المكاسب والخسائر بالعلاقات الحميمة بشكل خاص.

### اجتماعي
تتمثل المكاسب والخسائر الاجتماعية في تلك المتعلقة بالمظهر الاجتماعي للمرء وقدرته على التفاعل في البيئات الاجتماعية. تعني المكاسب الاجتماعية بالجانب الإيجابي للمظهر الاجتماعي للمرء والمواقف الاجتماعية الممتعة التي يشترك فيها. وعلى الصعيد الآخر، تتمثل الخسائر الاجتماعية في تلك المتعلقة بالجانب السلبي للمظهر الاجتماعي للمرء والمواقف الاجتماعية الرتيبة التي يتوجب عليه خوضها.

### عملي
تتعلق المكاسب والخسائر العملية بالأنشطة والمهام المتواجدة في العلاقات. فالمكاسب العملية هي تلك التي يحصل عليها المرء عندما يكون شريكه يتقن عمل بعض المهام، على سبيل المثال القيام بغسيل الملابس. أما الخسائر العملية فهي عكس ذلك تمامًا؛ حيث إنها تحدث عندما يكون شريك المرء في العلاقة يتسبب في المزيد من العمل غير الضروري أو يعوق من أداء الطرف الثاني لمهمته، على سبيل المثال إذا كان أحد طرفي العلاقة لا يقوم بأي من الأعمال المنزلية.

### الفرص
ترتبط المكاسب والخسائر المتعلقة بالفرص بتلك الفرص التي تنشأ في العلاقات. فالمكاسب المتعلقة بالفرص هي تلك التي يستطيع المرء التمتع بها في العلاقة والتي لا يمكنه الحصول عليها بمفرده. وتحدث الخسائر المتعلقة بالفرص عندما يتوجب على المرء التضحية بشيء من أجل العلاقة والذي في الوضع الطبيعي لن يضحوا به.

## النتائج
هناك نتيجة لكل علاقة. وتتحدد هذه النتائج عن طريق مقارنة نسبة المكاسب الموجودة في العلاقة في مقابل نسبة الخسائر. «وفقًا لنظرية الترابط الاجتماعي، يرصد الأفراد ذهنيًا المكاسب والخسائر ليتمكنوا من تقييم نتيجة العلاقة بوصفها إيجابية أو سلبية». وتتحدد العلاقة بأنها علاقة إيجابية عنما تفوق المكاسب الخسائر الموجودة في العلاقة. وعلى النقيض، تكون النتيجة سلبية عندما تزيد الخسائر عن المكاسب.

## مستوى المقارنة
يتم أيضًا مراعاة مستوى المقارنة في نظرية الترابط. ويتضمن ذلك توقعات الأنواع المختلفة من النتائج التي ينتظر المرء الحصول عليها في العلاقة. ويتم "مقارنة" هذه التوقعات بالعلاقات السابقة للمرء والملاحظات الحالية بشأن العلاقات التي يخوضها آخرون. "يتوقف الشعور بالرضا على التوقعات لدى المرء، والتي تُشكل اعتمادًا على الخبرات السابقة وخاصة الأحداث المؤثرة في الآونة الأخيرة. فسيكون للمرء مستوى مقارنة مرتفع إذا كانت جميع العلاقات التي مر بها سعيدة. لذلك يعد من الضروري اعتبار كلٍ من المكاسب والخسائر الموجودة في العلاقة إضافة إلى مستوى المقارنة الخاص بالمرء لتحديد ما إذا كان أحد الأفراد يخوض علاقة مرضية أم لا.

## نوعية البدائل
إن رضاء والتزام أحد الأطراف في العلاقة مرهون بمستوى المقارنة بالارتباط مع المكاسب والخسائر المتواجدة في تلك العلاقة. ومع ذلك، فهناك بعض المواقف التي يظهر الأفراد فيها التزامًا ولكن العلاقة لا تكون مرضية، أو قد يشعرون بالرضاء في علاقتهم ولكن يكونون غير ملتزمين تجاهها. وبالتالي، فإن نوعية البدائل تساعد الأفراد على فهم «البدائل» المتاحة لهم خارج العلاقة التي يخوضونها حاليًا. وتشير البدائل إلى أي خيار متوفر لديهم مختلف عن الخيار الذي يعيشونه حاليًا. فعندما يتوفر للأفراد بدائل جيدة فإنهم يميلون إلى عدم الالتزام في علاقاتهم. وعلى النقيض، عندما تتوافر لهم بدائل سيئة، فإنهم يظهرون مستوى التزام مرتفعًا تجاه علاقاتهم.